# Микляево (Дмитровский городской округ)

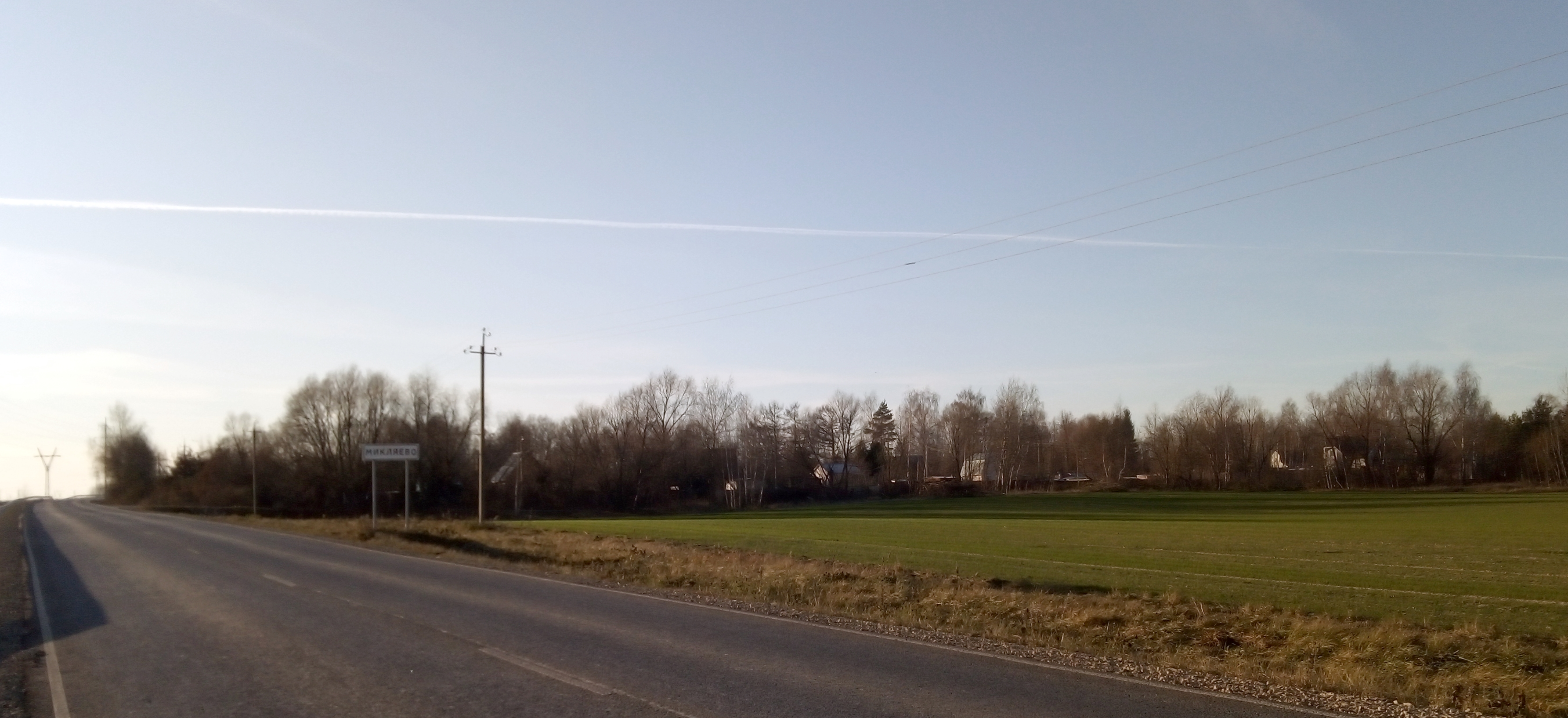
Микляево.

Микляево — деревня в Дмитровском районе Московской области, в составе сельского поселения Синьковское. Население — 21 чел. (2010). До 1954 года — центр Микляевского сельсовета. В 1994—2006 годах Микляево входило в состав Бунятинского сельского округа.

## Расположение
Деревня расположена на северо-западе района, примерно в 22 км северо-западнее Дмитрова, у истоков безымянного правого притока реки Лбовка, высота центра над уровнем моря 161 м. Ближайшие населённые пункты — примыкающая на западе деревня Абрамцево, Подвязново на северо-востоке и Курьково на юге.

## Население
| 2002 | 2006 | 2010 |
| ---- | ---- | ---- |
| 12   | ↗19  | ↗21  |